# Schizonycha sinuaticeps
Schizonycha sinuaticeps är en skalbaggsart som beskrevs av Moser 1924. Schizonycha sinuaticeps ingår i släktet Schizonycha och familjen Melolonthidae. Inga underarter finns listade i Catalogue of Life.